# Joeropsis intermedius
Joeropsis intermedius är en kräftdjursart som beskrevs av Nordenstam 1933. Joeropsis intermedius ingår i släktet Joeropsis och familjen Joeropsididae. Inga underarter finns listade i Catalogue of Life.